# ST式製塩法
ST式製塩法（エス・ティーしきせいえんほう）は、田中新吾（1879年 - 1953年）によって発明された製塩法である。

## 概要
装置としては単に開放平釜の両側にタンクを付設したものであるが、操作はやや異なり、最初釜内に鹹水を注入し、煮詰を開始すると、沸騰するにつれて鹹水中の石灰塩類が析出するから、これをあらかじめ両側のタンク中に沈下しておいた石灰除去器に入れ、その析出を見ないようになったら、石灰除去器を引き上げる。このようにしてなおも煮詰を継続すると、食塩を析出するから、これを両側のタンク中に掻き入れ、上面を平坦にし、ふたたび石灰除去器をその上に装置し次回の新しい鹹水を注入し、煮詰を行なう時は、前回と同様に鹹水が沸騰するにつれて石灰塩類を析出するから、これを前回とおなじく石灰除去器に入れて除き、鹹水が飽和点に達するのを見計らってこの飽和液中で上記タンク内に収めた塩を攪拌、洗浄、採取、乾燥し、製品食塩を得る。このようにしてタンク内の液がボーメ比重32〜33℃となったら釜から放出し苦汁とする。
それまでは平釜から製塩するときは鹹水中の石灰塩類の大部分はそのまま製品中に入り、したがってその品質は劣悪となり、含有水分の離脱も困難であるが、この法は簡単にこの欠点を取り除くことができ、生産歩留（ぶどめ）も良好に優良な塩を容易に生産することができるとされた。